# Okręg wyborczy Manchester Platting
Okręg wyborczy Manchester Platting powstał w 1918 r. i wysyłał do brytyjskiej Izby Gmin jednego deputowanego. Okręg położony był w Manchesterze. Został zlikwidowany w 1950 r.

## Deputowani do brytyjskiej Izby Gmin z okręgu Manchester Platting
- 1918–1931: John Robert Clynes, Partia Pracy
- 1931–1935: Alan Chorlton, Partia Konserwatywna
- 1935–1945: John Robert Clynes, Partia Pracy
- 1945–1950: Hugh Delargy, Partia Pracy